# Ванцзян
Ванцзя́н (кит. упр. 望江, пиньинь Wàngjiāng) — уезд городского округа Аньцин провинции Аньхой (КНР).

## История
При империи Восточная Цзинь в этих местах был образован пограничный гарнизон Далэй (大雷戍), а в 405 году на его основе был создан уезд Синье (新冶县). В эпоху Южных и Северных династий, когда эти земли оказались в составе государства Чэнь, то уезд Синье был поднят в статусе и стал округом Далэй (大雷郡). При империи Суй округ Далэй был в 591 году преобразован в уезд Исянь (义乡县), а в 598 году уезд Исянь был переименован в Ванцзян. При империи Тан уезд Ванцзян был в 621 году поднят в статусе и стал областью Гаочжоу (高州), которая в 624 году была переименована в Чжичжоу (智州). В 757 году область Чжичжоу была расформирована, и был вновь создан уезд Ванцзян.
В 1949 году был создан Специальный район Аньцин (安庆专区) и уезд вошёл в его состав. В 1959 году уезды Хуайнин и Ванцзян были объединены в уезд Хуайван (怀望县), но в 1962 году воссозданы. В 1970 году Специальный район Аньцин был переименован в Округ Аньцин (安庆地区). В 1988 году округ Аньцин был преобразован в городской округ.

## Административное деление
Уезд делится на 8 посёлков и 2 волости.